# 麓山 (郡山市湖南町)
麓山（はやま）は、奥羽山脈の南部の福島県郡山市湖南町にある標高783mの山。

## 概要
山は山岳信仰の対象となっており、郡山市湖南町横沢では毎年10月の体育の日前には『横沢の麓山まつり』が行われる。
山頂からは磐梯山を背景に猪苗代湖や周辺の田園地帯などの美しい風景を見下ろせる他、三等三角点や祠がある。

## 横沢の麓山まつり
毎年10月の体育の日前の土曜日と日曜日に行われ、神迎え、水ごり、火渡り、胴上げ、おこもり、山がけ、神送りなどの神事を行う祭り。ほぼ全ての行事が地元の子供たちを中心に行われる。2007年（平成19年）、郡山市指定重要無形民俗文化財に指定された。
福島県周辺には「ハヤマ」（羽山、端山、麓山などの字が当てられていることが多い）と呼ばれる山が各地に存在し、それらの山に豊作などを祈る「ハヤマ信仰」がある。この祭りもその一つと考えられる。

## アクセス
- 磐越西線上戸駅から会津バス勝田内=上戸（駅）=磐梯熱海駅線に乗車し（約17分）「月形局前」下車、登山口までは徒歩10分
- 福島県道9号猪苗代湖南線沿いに駐車可能なスペースと登山口あり。山頂までは1,220m。